# Бальтар, Виктор
Викто́р Бальта́р (фр. Victor Baltard; 10 июня 1805 года, Париж — 13 января 1874 года, там же) — французский архитектор эпохи второй империи. Сын архитектора Луи-Пьера Бальтара.
Самое главное его архитектурное произведение — Центральный парижский рынок (Halles centrales), по образцу которого было построено множество рынков железной конструкции в разных городах Франции и других стран.

## Карьера
Получил первоначальное образование у своего отца, а в 1833 году ему была присуждена первая большая премия по архитектуре и вместе с ней государственная стипендия для дальнейшего обучения в Риме.
По возвращении во Францию был назначен инспектором изящных искусств в Париже и Сенском департаменте, парижским городским архитектором, заведовал постройкой Парижской консерватории, здания Архивов и Нормального училища, реставрировал церкви св. Евстафия и св. Северина. Впоследствии заведовал постройкой новых парижских рынков (Halles centrales), которые стали его главной архитектурной работой. В 1860—68 гг. соорудил замечательную по применению в ней железной конструкции и по громадному куполу церковь св. Августина.

## Архитектурные сооружения
- Парижская консерватория

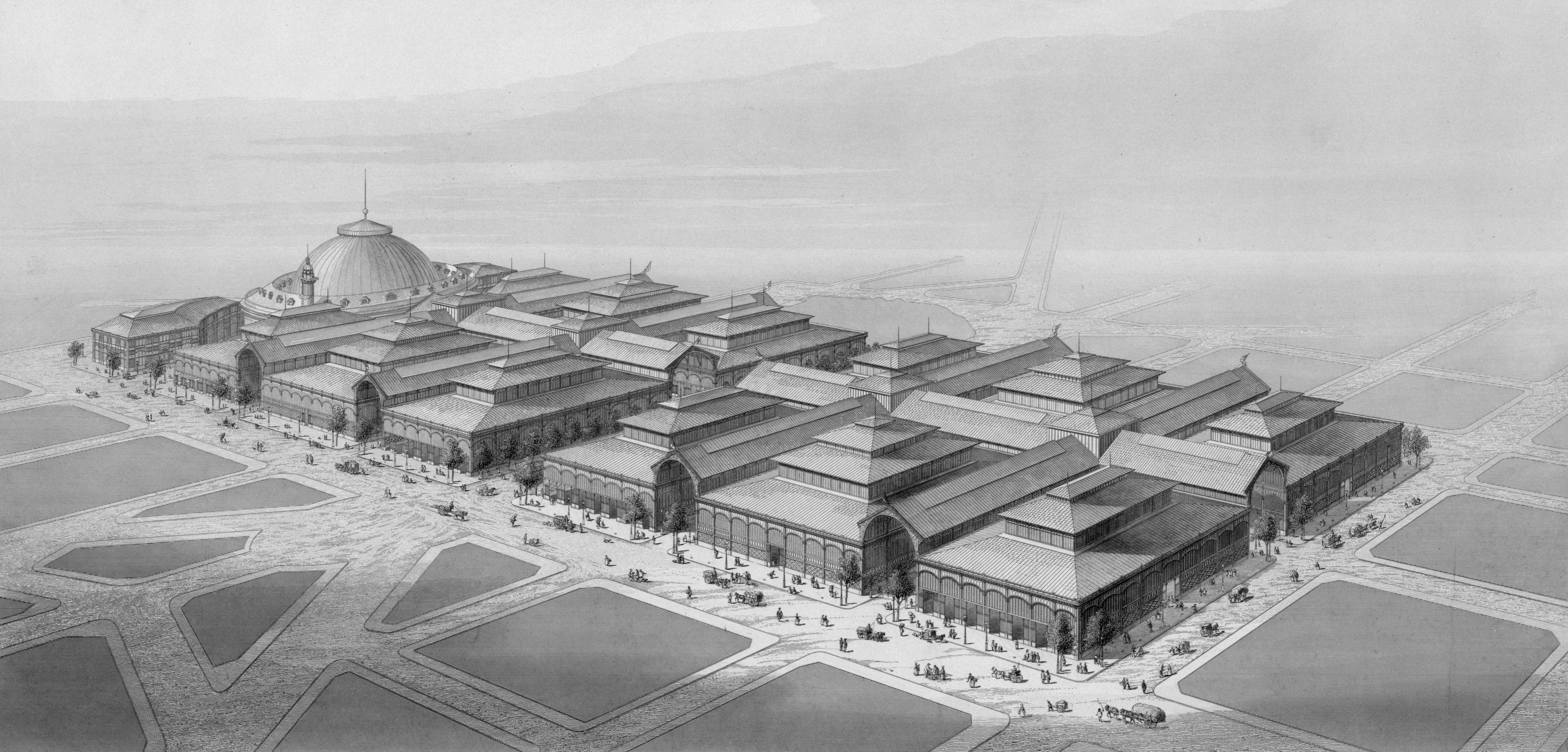
Центральный парижский рынок Ле-Аль в 1863 году

- 1852—1872 — 12 павильонов Центрального парижского рынка
- 1860—1871 — церковь Сент-Огюстен

## Печатные издания
- В напечатанном на средства герцога де Люиня великолепном издании «Recherches sur les monuments de l’histoire des Normands et de la maison de Souabe dans l’Italie méridionale» много рисунков Бальтара, снятых им с натуры.
- Все гравюры двух монографий «La Villa Médicis» (1847—48) и «Les Halles centrales de Paris» (1863—64) сделаны по его рисункам.